# Lisa Göbbels
Lisa Göbbels (* 17. Februar 1993) ist eine belgische Politikerin der freien Bürgerliste ProDG („Pro Deutschsprachige Gemeinschaft“). Seit 2022 ist sie Mitglied im Parlament der Deutschsprachigen Gemeinschaft in Belgien.

## Leben
Nach ihrem Abitur an der Pater-Damian-Sekundarschule Eupen absolvierte Lisa Göbbels 2013 den Bachelor für Grundschullehrerin an der HELMo Saint-Roch in Theux. 2016 erlangte sie einen Master in Erziehungswissenschaften an der Universität Neu-Löwen (UCLouvain). Ein Jahr später erhielt sie ein Zertifikat für Immersions-Didaktik an der UCLouvain. Außerdem absolvierte sie verschiedene Weiterbildungen für die Freizeit- und Reisebegleitung von Personen mit Behinderung.
Beruflich war Göbbels von 2013 bis 2021 als Grundschullehrerin am Königlichen Athenäum in Welkenraedt tätig. Von 2016 bis 2018 arbeitete sie halbtags als Projektleiterin in der Jugendherberge Eupen. Seit 2021 ist sie Dozentin für Psycho-Pädagogik an der Autonomen Hochschule Ostbelgien (AHS).

## Aufgaben im DG-Parlament
Seit 2022 ist Göbbels Mitglied im Parlament der Deutschsprachigen Gemeinschaft für ProDG. Sie ist Mitglied der Ausschüsse III (Unterricht, Ausbildung, Kinderbetreuung und Erwachsenenbildung) und IV (Gesundheit und Soziales).